# 五社神古墳

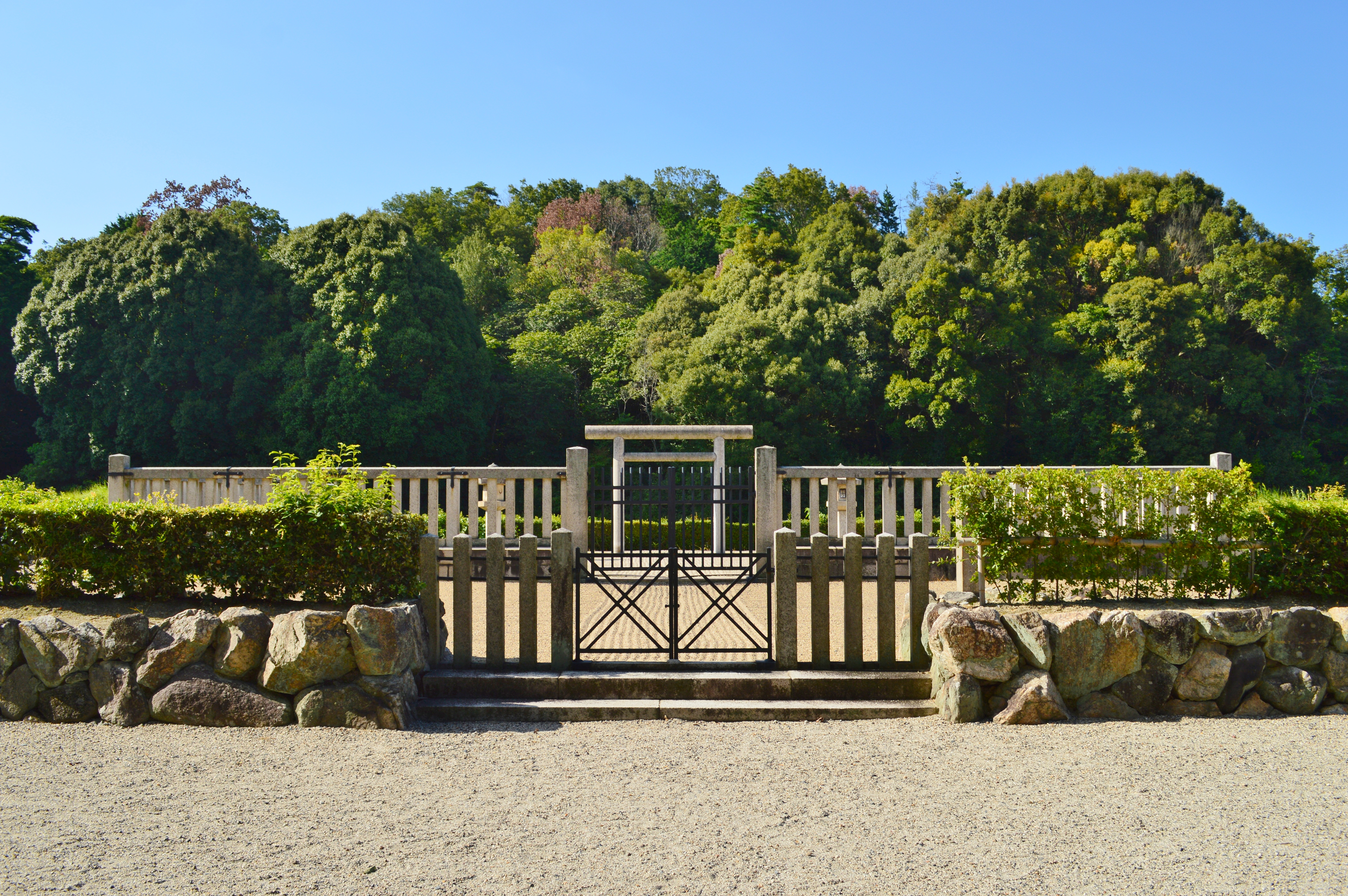
神功皇后狭城盾列池上陵 拝所

五社神古墳（ごさしこふん）は、奈良県奈良市山陵町にある古墳。形状は前方後円墳。佐紀盾列古墳群（西群）を構成する古墳の1つ。
実際の被葬者は明らかでないが、宮内庁により「狭城盾列池上陵（さきのたたなみのいけのえのみささぎ、狹城盾列池上陵）」として第14代仲哀天皇皇后の神功皇后の陵に治定されている。
全国では第12位の規模の古墳で、4世紀末葉（古墳時代中期初頭）頃の築造と推定される。

## 概要

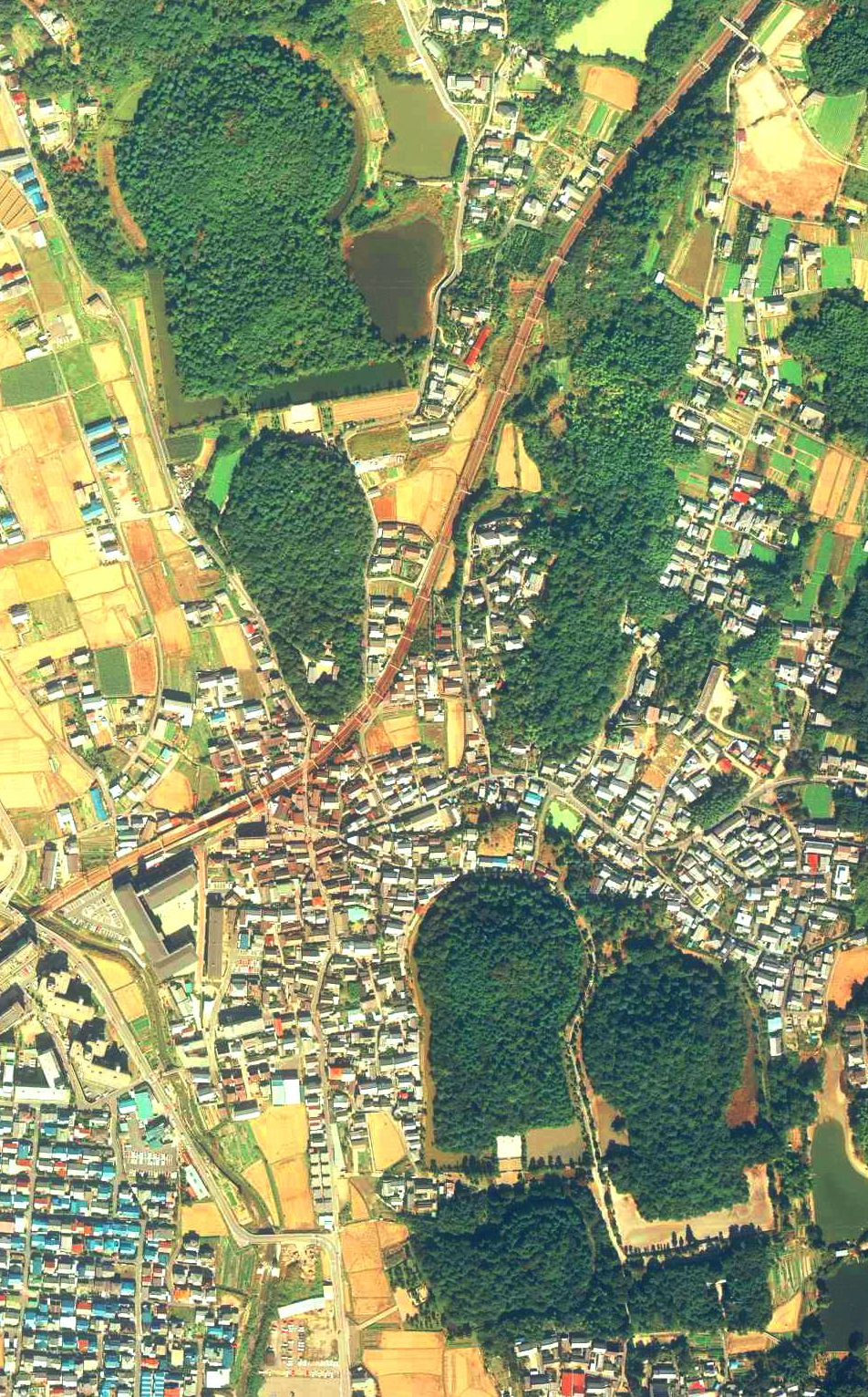
佐紀盾列古墳群 西群左上：五社神古墳（伝神功皇后陵）
下中：佐紀石塚山古墳（伝成務天皇陵）
下右：佐紀陵山古墳（伝日葉酢媛命陵）
最下：佐紀高塚古墳（伝称徳天皇陵）
。

奈良盆地北部の佐紀丘陵において、丘尾を切断して築造された巨大前方後円墳である。「五社神」の古墳名は、かつて後円部墳頂に存在した祠による。文献によれば、嘉永2年（1849年）に盗掘があったことが知られる。現在は宮内庁治定の神功皇后陵として同庁の管理下にあるが、2003年度（平成15年度）に墳丘裾部で発掘調査が実施されているほか、2008年（平成20年）に陵墓では初めてとなる学会立ち入り調査が実施されている。
墳形は左右非対称の前方後円形で、前方部を南方向に向ける。墳丘は後円部が4段築成、前方部が3段築成。墳丘長は推定復原で267メートルを測り、佐紀盾列古墳群中では最大規模で、全国では第12位の規模になる。またくびれ部西側では造出の存在が推定されるほか、墳丘外表では葺石・埴輪（円筒・朝顔形・壺形・盾形・家形・蓋形埴輪）が検出されている。墳丘周囲には周濠が巡らされているが、元来は周濠を伴わず、現在見られるものは後世に形成されたものと推測される。埋葬施設に関しては、江戸時代の盗掘を記す史料により竪穴式石室（内部に長持形石棺）の使用と見られている。
この五社神古墳は、古墳時代中期初頭の4世紀末葉頃の築造と推定される。奈良盆地北部での巨大古墳としては、佐紀陵山古墳（伝日葉酢媛命陵）・宝来山古墳（伝垂仁天皇陵）・佐紀石塚山古墳（伝成務天皇陵）に後続する築造順序に位置づけられる。特に五社神古墳の場合はヤマト王権の大王墓と目されるほか、造出での祭祀（主に中期古墳で見られる）の実施が初期事例となりうる点が注目される。被葬者は明らかでないが、前述のように現在は宮内庁により神功皇后（第14代仲哀天皇皇后）の陵に治定されている。

## 遺跡歴
- 嘉永2年（1849年）、盗掘（史料上は称徳天皇陵）[7]。
- 文久3-4年（1863-1864年）、文久の修陵および神功皇后陵に治定（それ以前は主に日葉酢媛命陵と伝承）[11][4]。
- 明治期、宮内省（現・宮内庁）により神功皇后の陵に治定。
- 1889年（明治22年）10月、石柵・鉄扉の新設[11]。
- 2003年度（平成15年度）、墳丘の整備工事に伴う事前調査および墳丘外形調査（宮内庁書陵部）[4]。
- 2008年（平成20年）2月22日、考古・歴史学16学会代表による立ち入り調査（陵墓への初の学会立ち入り調査）[5]。

## 墳丘

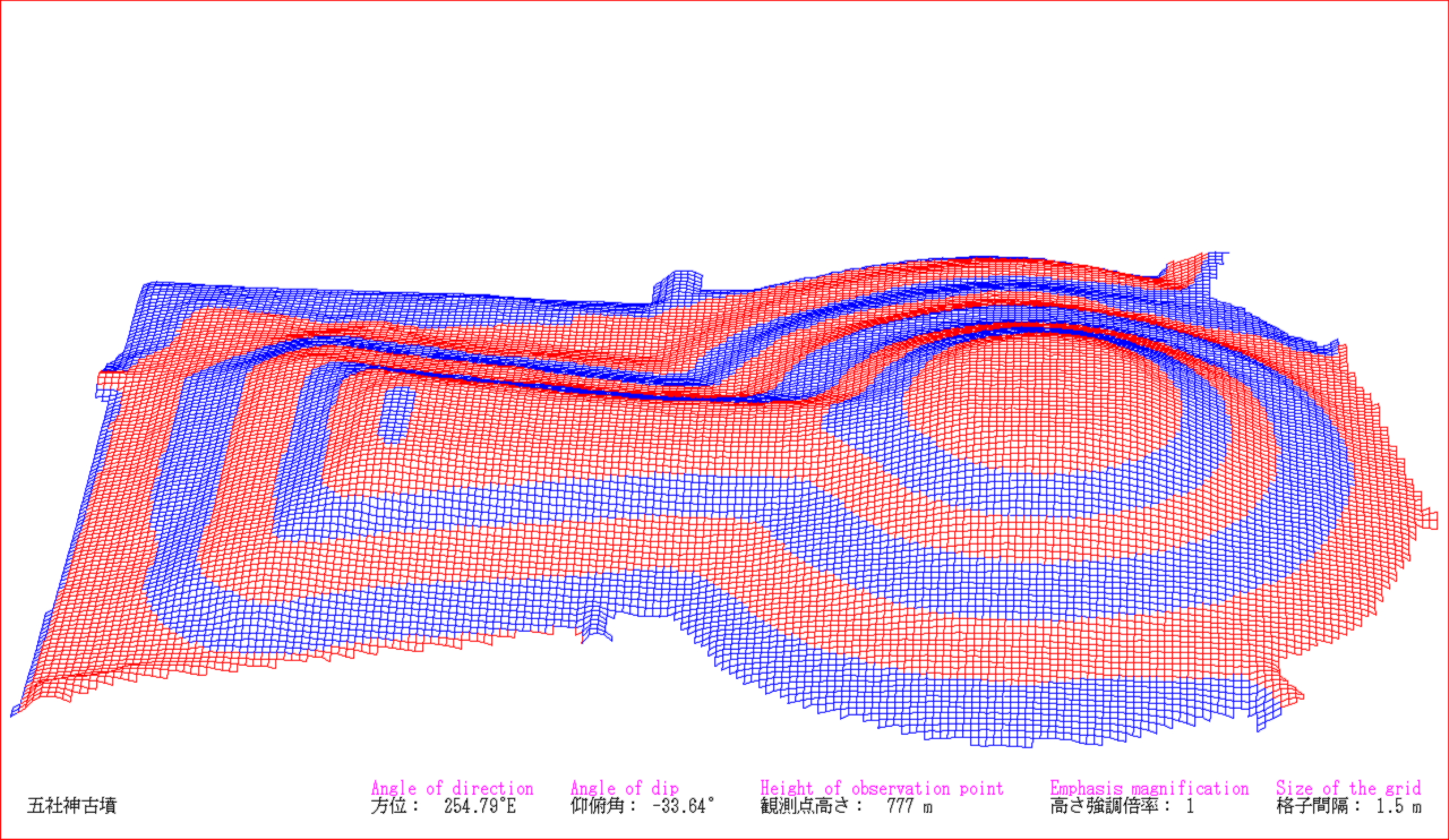
五社神古墳の3DCG描画

墳丘の規模は次の通り（値は2003年度（平成15年度）の宮内庁調査による推定復原値）。
- 墳丘長：約267メートル
- 後円部 - 4段築成。
  - 直径：約190メートル（東西）
  - 高さ：約27メートル
  - 墳頂径：約40メートル
- 前方部 - 3段築成。
  - 幅：約150メートル
  - 長さ：約115メートル
  - 高さ：約20.5メートル
- くびれ部
  - 幅：約110メートル
- 造出 - くびれ部西側に存在が推定。
  - 推定長さ約28メートル×幅約83メートル

墳丘の1段目は後円部の背面で途切れ、全周しない。かつては墳丘長に関して測量図より275メートルという数字が知られたが、宮内庁の墳丘裾部での調査に基づけば上記の値に復原される。
現在の墳丘周囲には周濠が巡らされているが、周濠の存在が記されない古文書が散見されることや現状の形状から、元来は伴わなかったと推定される。この周濠の形成を、後世の文久の修陵時の整備と推定する説もある。このように周濠の存在が不確かである一方、墳丘周囲には築造時のものと見られる周庭帯の存在が推定されている。
また前方部の南側には自然丘陵が残り、本来は丘陵切断前の五社神古墳とこの丘陵が一続きの尾根を形成していたとする説もある。しかし宮内庁の調査では、前方部との間がかなり広いことから否定的な見解が示されている。

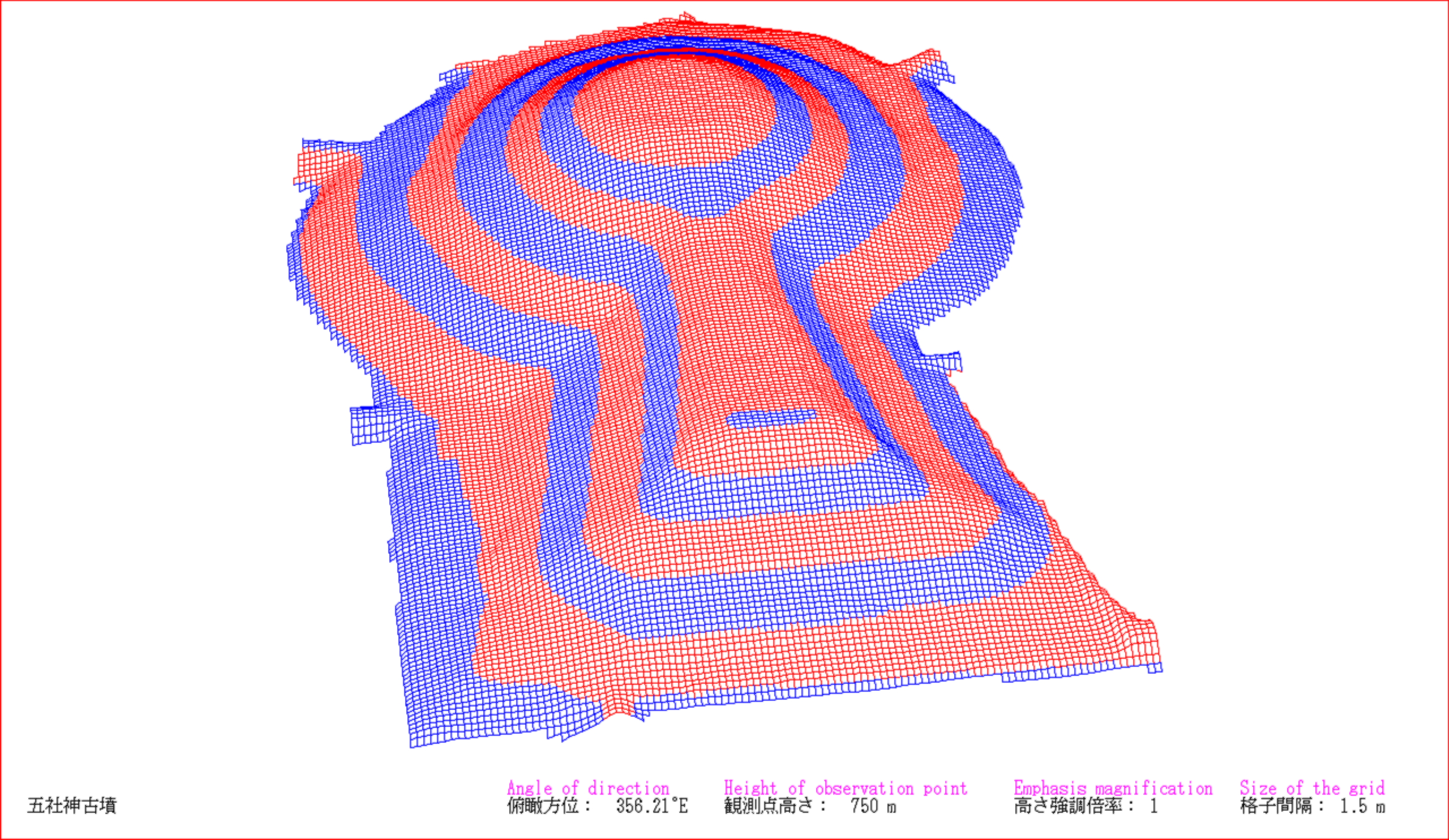
3DCG描画（南方向より）
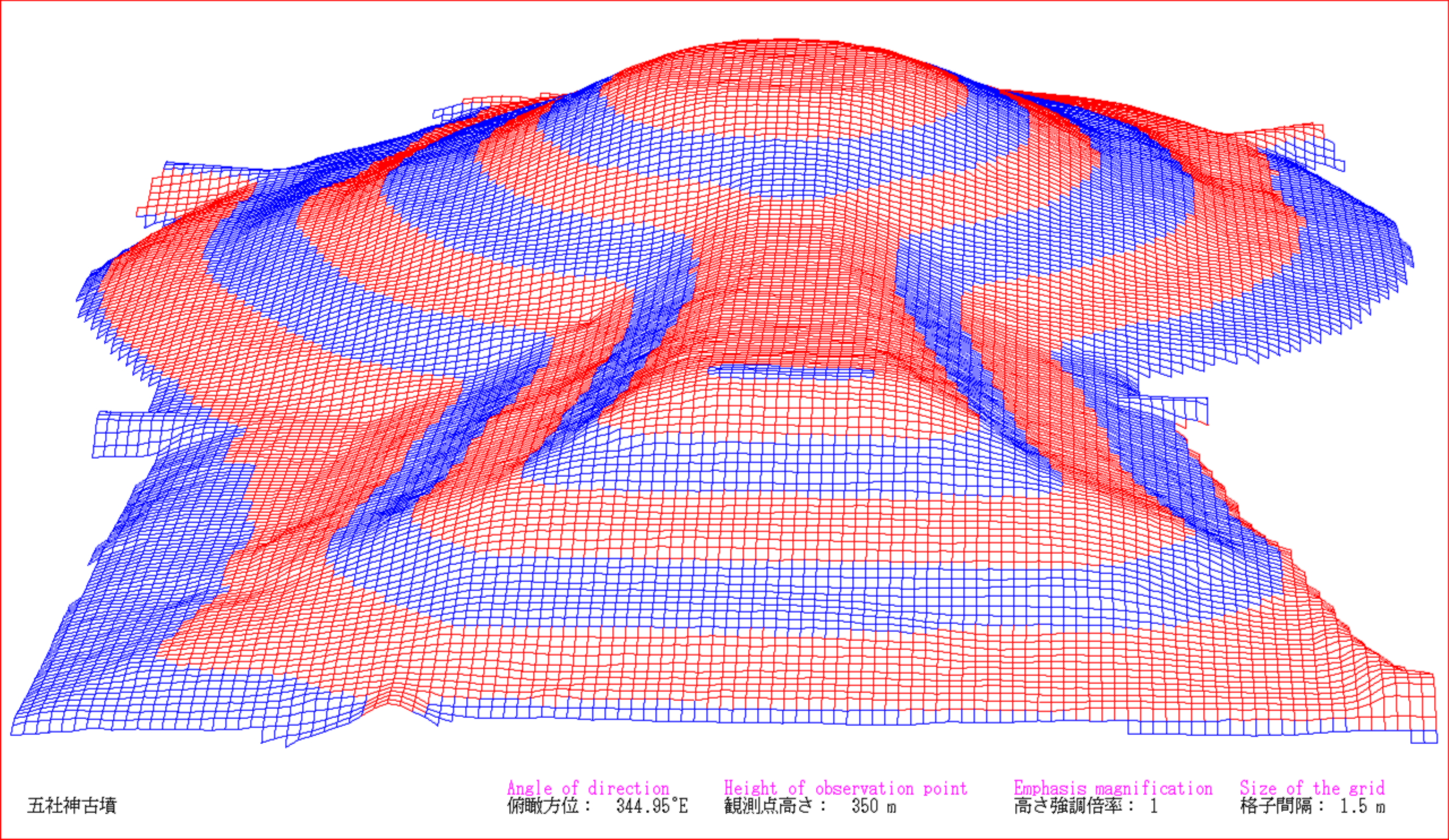
3DCG描画（前方部正面より）
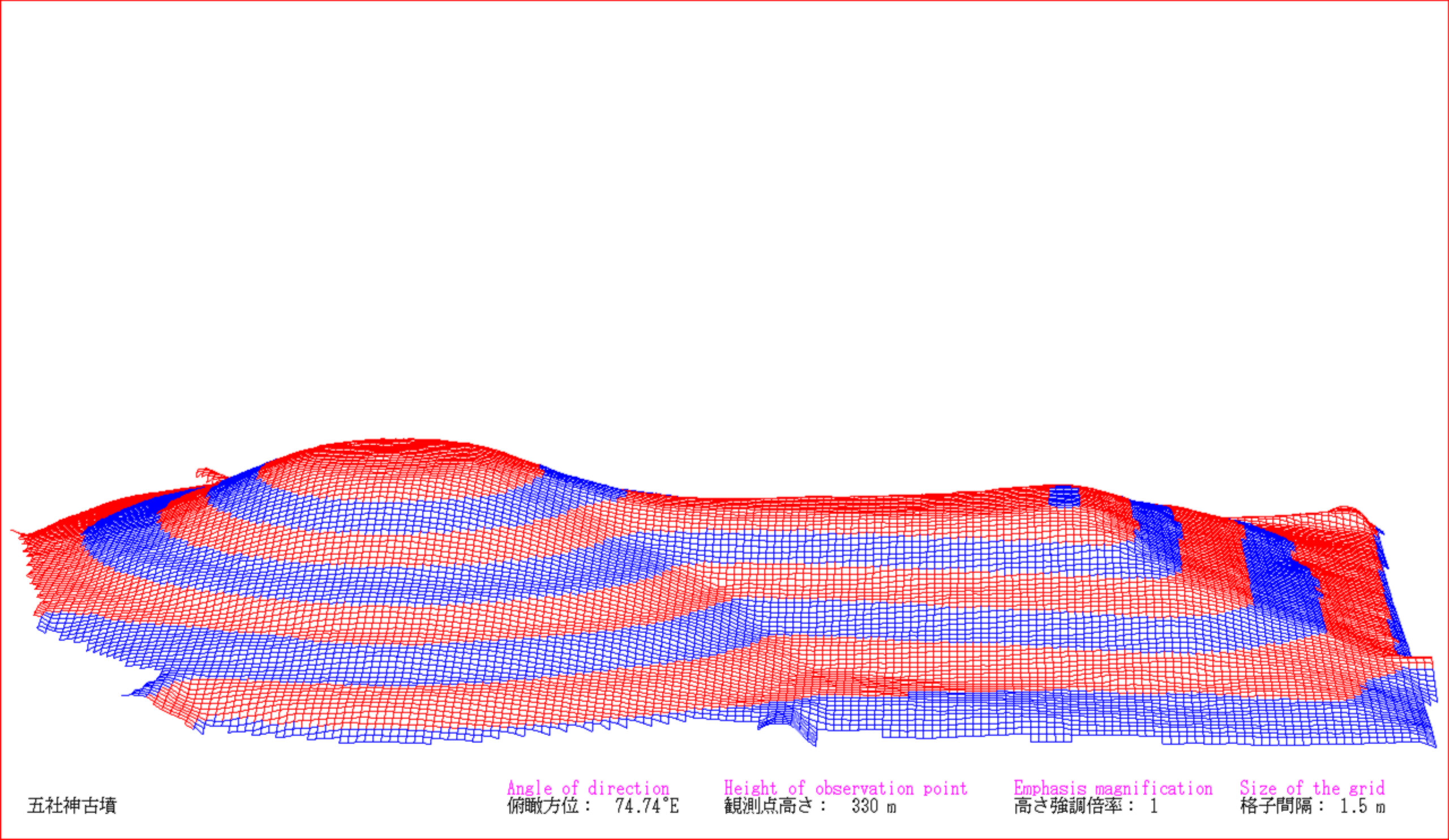
3DCG描画（北西方向より）
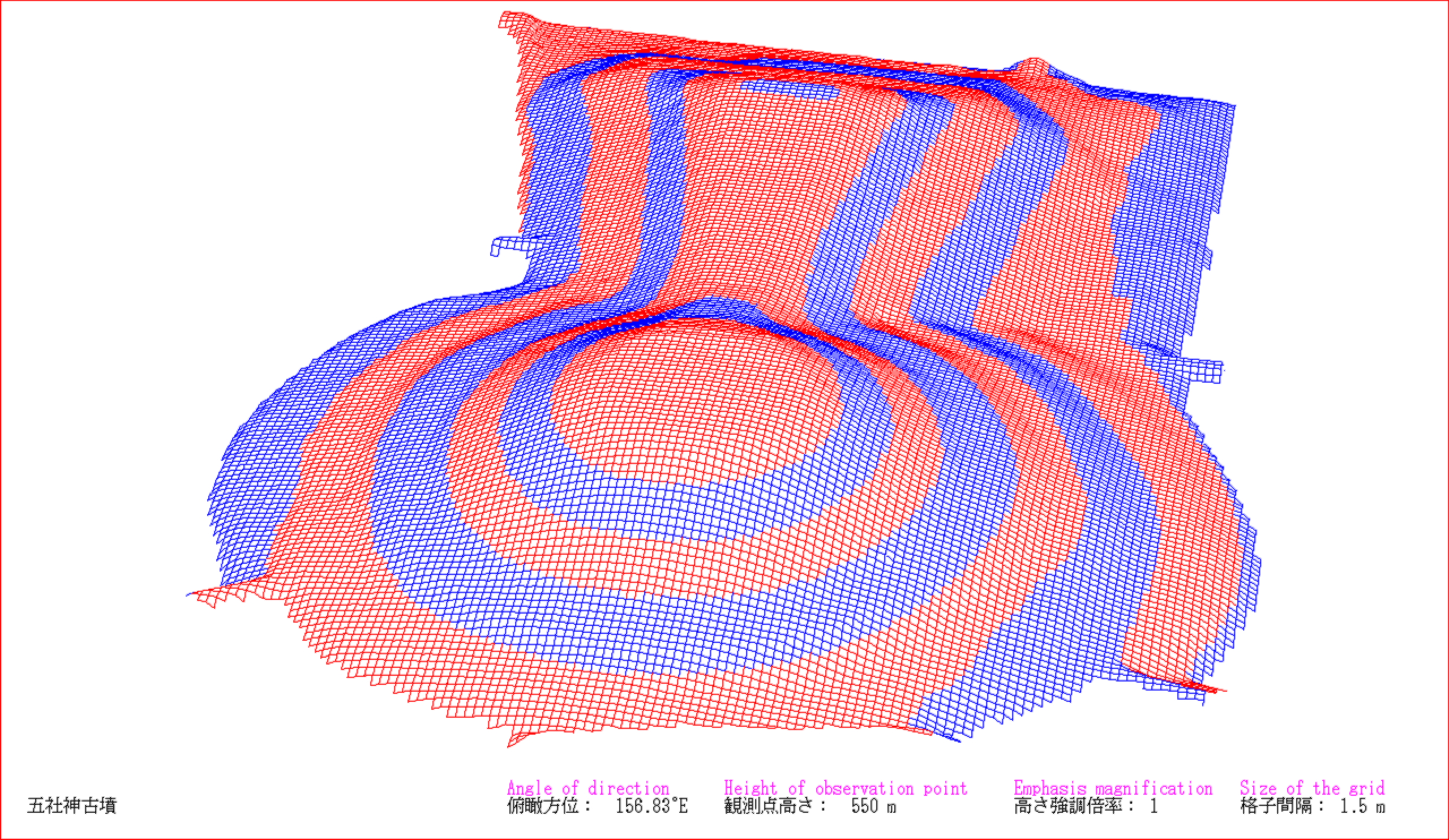
3DCG描画（北方向より）
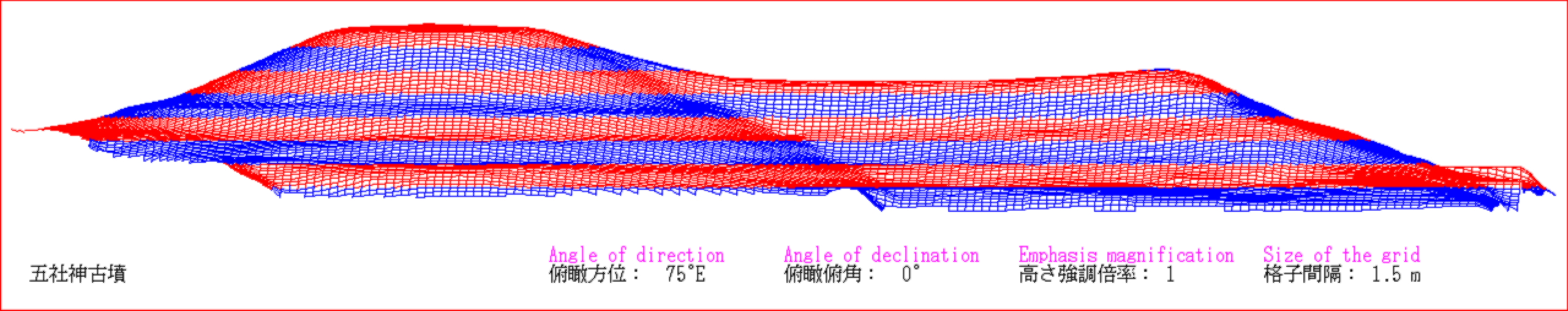
3DCG描画（真横より）

## 被葬者
|            | 成務天皇 （第13代）               | 神功皇后 （第14代仲哀皇后）   |
| ---------- | --------------------------------- | ----------------------------- |
|            |                                   |                               |
| 日本書紀   | 狭城盾列陵                        | 狭城盾列陵                    |
| 続日本後紀 | 楯列南山陵                        | 楯列北山陵                    |
| 延喜式     | 狭城盾列池後陵                    | 狭城盾列池上陵                |
| 現在       | 狭城盾列池後陵 （佐紀石塚山古墳） | 狭城盾列池上陵 （五社神古墳） |

五社神古墳の実際の被葬者は明らかでないが、宮内庁では第14代仲哀天皇皇后の神功皇后の陵に治定している。神功皇后の陵について、『日本書紀』では「狭城盾列陵」と見える。また『続日本後紀』では、図録調査により成務天皇陵と神功皇后陵との取り違えが判明したため、北側の山陵（楯列北山陵）を神功皇后陵、南側の山陵（楯列南山陵）を成務天皇陵と改めたと見える。国史では、そのほかにも神功陵に対する数多くの遣使記事が載せられている。『延喜式』諸陵寮では神功陵は遠陵の「狭城盾列池上陵」として記載され、兆域は東西2町・南北2町で、守戸5烟を毎年あてるとする。また貞観12年（870年）貞観の入寇の際に、及び文永5年（1268年）には、元寇に際して山陵使が派遣されたとも見える。
その後、神功皇后陵の所在に関する所伝は再び失われており、元禄10年（1697年）の元禄探陵の際には佐紀陵山古墳（現在の日葉酢媛命陵）が神功皇后陵にあてられ、五社神古墳は称徳天皇陵にあてられていた。しかし文久3年（1863年）の文久の修陵に際して、『大和国添下郡京北一条班田図（京北班田図）』や『西大寺敷地古図』の記述に基づき五社神古墳が改めて神功皇后陵に治定され、これが現在に踏襲されている。
なお、上述の文久の修陵の際に治定変更が行われた関係で、神功皇后陵（当時の佐紀陵山古墳）に対して延享2-寛政2年（1745-1790年）に奉納された灯籠8基が、治定変更後に佐紀陵山古墳から五社神古墳の拝所内へと移設され、現在に残っている。

## 陪塚
宮内庁治定の狭城盾列池上陵の陪塚（陪冢）は、湟内陪冢1ヶ所、飛地陪冢4ヶ所（い号・ろ号・は号・に号）の計5ヶ所。いずれも詳細は不明であるが、古墳であれば陪塚の初期事例の可能性が指摘される。
- 域内陪冢（北緯34度42分22.44秒 東経135度47分1.76秒 / 北緯34.7062333度 東経135.7838222度）
- 飛地い号（北緯34度42分27.70秒 東経135度46分59.13秒 / 北緯34.7076944度 東経135.7830917度）
- 飛地ろ号（北緯34度42分26.03秒 東経135度47分0.72秒 / 北緯34.7072306度 東経135.7835333度）
- 飛地は号（北緯34度42分11.68秒 東経135度47分17.34秒 / 北緯34.7032444度 東経135.7881500度）
- 飛地に号（北緯34度42分9.68秒 東経135度47分16.69秒 / 北緯34.7026889度 東経135.7879694度）

|  |  |

## 現地情報
所在地
- 奈良県奈良市山陵町字宮ノ谷

交通アクセス
- 鉄道：近畿日本鉄道（近鉄）京都線 平城駅（徒歩約5分）

周辺
- 成務天皇 狭城盾列池後陵（佐紀石塚山古墳）
- 日葉酢媛命 狭木之寺間陵（佐紀陵山古墳）
- 称徳天皇 高野陵（佐紀高塚古墳）